# Marco Folio Flaccinatore (console 318 a.C.)
Marco Folio Flaccinatore (fl. IV secolo a.C.) è stato un politico e generale romano.

## Biografia
Fu eletto console nel 318 a.C., con il collega Lucio Plautio Venno
Fu per due volte Magister Equitum negli anni 314 e 313 a.C.